# Gunung Ceuku
Gunung Ceuku är ett berg i Indonesien.   Det ligger i provinsen Aceh, i den västra delen av landet, 1 600 km nordväst om huvudstaden Jakarta. Toppen på Gunung Ceuku är 122 meter över havet.
Terrängen runt Gunung Ceuku är platt åt nordost, men åt sydväst är den kuperad.Runt Gunung Ceuku är det glesbefolkat, med 9 invånare per kvadratkilometer. I omgivningarna runt Gunung Ceuku växer i huvudsak städsegrön lövskog.